# Prezaredi Balgariya
Prezaredi Balgariya (Презареди България, traducibile in "Ricarica la Bulgaria") è un partito politico bulgaro. Venne fondato nel 2014 sotto la denominazione Bulgaria senza Censura (in bulgaro: България без цензура) da Nikolay Barekov, giornalista e conduttore televisivo.
Alle elezioni europee del 2014 Bulgaria Senza Censura ha formato una lista unica insieme al Movimento Nazionale Bulgaro. La lista ha ottenuto il 10,66% dei voti e due eletti al Parlamento europeo, uno per il BBT e uno per IMRO. I due eletti hanno aderito al Gruppo dei Conservatori e dei Riformisti Europei.
Alle elezioni parlamentari anticipate del 5 ottobre 2014 BBT ha ottenuto il 5,69% dei voti e 15 seggi all'Assemblea nazionale bulgara.
Nel 2019 ha assunto l'attuale denominazione.

## Risultati elettorali
| Elezione          | Voti    | %     | Seggi    |
| ----------------- | ------- | ----- | -------- |
| Europee 2014      | 238.629 | 10,66 | 2 / 17   |
| Parlamentari 2014 | 186.938 | 5,69  | 15 / 240 |
| Parlamentari 2017 | N.D.    | N.D.  | N.D.     |
| Europee 2019      | 3.907   | 0,20  | 0 / 17   |
| 1.                |         |       |          |